# The Rookie (serie televisiva)
The Rookie è una serie televisiva statunitense ideata da Alexi Hawley.
La serie è trasmessa dal network ABC dal 16 ottobre 2018. In italiano va in onda nella Svizzera italiana su RSI LA1 dal 5 febbraio 2019, mentre in Italia è trasmessa su Rai 2 dal 30 marzo 2019.
La serie televisiva è stata ispirata dalla storia di Bill Norcross, un poliziotto che continua a lavorare al dipartimento di polizia di Los Angeles ed è anche produttore esecutivo della serie.

## Trama
La serie segue John Nolan, un uomo di 45 anni divorziato da poco, ex proprietario di una società nel settore delle costruzioni e padre di un ragazzo che frequenta il college. John, dopo aver inavvertitamente aiutato la polizia durante una rapina nella banca di Foxburg, si sposta dalla Pennsylvania a Los Angeles per inseguire il proprio sogno di diventare un agente del dipartimento di polizia di Los Angeles. Dopo essersi diplomato all'accademia di polizia ed essere divenuto il poliziotto più anziano a entrare in servizio, deve però navigare nel pericoloso, umoristico e imprevedibile mondo di un poliziotto.

## Episodi
| Stagione         | Episodi | Prima TV USA | Prima TV in Italia |
| ---------------- | ------- | ------------ | ------------------ |
| Prima stagione   | 20      | 2018-2019    | 2019               |
| Seconda stagione | 20      | 2019-2020    | 2020               |
| Terza stagione   | 14      | 2021         | 2021               |
| Quarta stagione  | 22      | 2021-2022    | 2022               |
| Quinta stagione  | 22      | 2022-2023    | 2023               |
| Sesta stagione   | 10      | 2024         | 2024               |
| Settima stagione | 18      | 2025         | Inedita            |

## Personaggi e interpreti
- John Nolan (stagione 1-in corso), interpretato da Nathan Fillion, doppiato da Andrea Lavagnino.
La recluta più vecchia della LAPD, ed è assegnato alla Mid-Whilshire Division. Ha studiato legge alla Pennsylvania State University e poi ha lavorato nel settore delle costruzioni. All'età di 45 anni, Nolan ha chiuso la sua ditta edile in Pennsylvania e si è trasferito per diventare un agente di polizia. È divorziato e ha un figlio, Henry. Nella quinta stagione, a seguito di un riconoscimento straordinario del LAPD, sceglie di diventare a sua volta un agente istruttore.
- Angela Lopez (stagione 1-in corso), interpretata da Alyssa Diaz, doppiata da Roberta Maraini.
Un agente istruttore sul punto di diventare detective, promozione messa a rischio quando le viene assegnata la recluta Jackson West. All'inizio della terza stagione riesce a diventare detective. Nella quarta diventa madre del piccolo Jack.
- Wade Grey (stagione 1-in corso), interpretato da Richard T. Jones, doppiato da Massimiliano Lotti.
Un sergente e supervisore della stazione di polizia del Mid-Whilshire, è apertamente contro la scelta di reclutare Nolan, reputandolo troppo vecchio, per poi ricredersi nel corso delle stagioni. Prima di unirsi alla LAPD, Grey prestò servizio nell'esercito americano.
- Jackson West (stagioni 1-3), interpretato da Titus Makin, doppiato da Andrea Beltramo.
Una recluta appassionata e dedicata al lavoro. È figlio del Comandante West, capo degli affari interni. Nel primo episodio della quarta stagione viene ucciso con un colpo alla schiena da un sicario assoldato dalla Fiera mentre cercava di salvare Lopez.
- Zoe Andersen (stagione 1), interpretata da Mercedes Mason, doppiata da Stefania Giuliani.
Capitano della stazione del Mid-Whilshire, precedentemente faceva parte dei Marine. Muore nella prima stagione in un conflitto a fuoco proteggendo Nolan.
- Lucy Chen (stagione 1-in corso), interpretata da Melissa O'Neil, doppiata da Francesca Manicone.
Un'ambiziosa recluta che fatica a dimostrare il suo valore al suo agente istruttore, Tim Bradford. Ha 28 anni, i genitori sono psicologi. Anche lei ha studiato psicologia però poi ha frequentato l'accademia di polizia. Nella quinta stagione si specializza in operazioni sotto copertura.
- Talia Bishop (stagione 1), interpretata da Afton Williamson, doppiata da Alice Bertocchi.
Un agente istruttore appena promosso. Il suo primo incarico è l'addestramento di John Nolan. All'inizio della seconda stagione lascia la polizia e si trasferisce all'ATF.
- Tim Bradford (stagione 1-in corso), interpretato da Eric Winter, doppiato da Marco Vivio.
Un agente istruttore, ex sergente dell'esercito che ha compiuto missioni in Iraq e Afghanistan, che mette duramente alla prova la nuova recluta Lucy Chen. Ha una relazione complicata con l'ex moglie, Isabel. Nella quarta stagione diventa sergente.
- Nyla Harper (stagione 2-in corso), interpretata da Mekia Cox, doppiata da Laura Righi.
Il nuovo agente istruttore di Nolan, dopo aver concluso quattro anni di lavoro sotto copertura in un'operazione contro i cartelli della droga messicani torna a Los Angeles per cercare di ottenere l'affidamento condiviso di sua figlia con il suo ex marito.
- Wesley Evers (stagione 3-in corso; ricorrente stagioni 1-2), interpretato da Shawn Ashmore, doppiato da Renato Novara.
Prima avvocato, poi procuratore, marito di Angela.
- Bailey Nune (stagione 4-in corso; guest star stagione 3), interpretata da Jenna Dewan, doppiata da Chiara Francese.
Un capitano dei vigili del fuoco fidanzata con Nolan. Nella sesta stagione i due si sposano.
- Aaron Thorsen (stagione 5-6; ricorrente stagione 4), interpretato da Tru Valentino, doppiato da Alessandro Germano.
Una nuova recluta coinvolta in un caso di omicidio.
- Celina Juarez (stagione 6-in corso;[4] ricorrente stagione 5), interpretata da Lisseth Chavez, doppiata da Roberta De Roberto.
La nuova recluta di Nolan.

## Produzione
A ottobre 2017, quando è stata ordinata la serie, Nathan Fillion è stato scelto come John Nolan. Il 7 febbraio 2018, Afton Williamson ed Eric Winter sono stati scelti per interpretare rispettivamente Talia Bishop e Tim Bradford. Subito dopo, sono stati nominati: Melissa O'Neil nei panni di Lucy Chen, Richard T. Jones nel ruolo del sergente Wade Gray, Titus Makin nei panni di Jackson West, Alyssa Diaz nei panni di Angela Lopez, e Mercedes Mason nel ruolo del capitano Zoe Andersen.
A gennaio 2018, Liz Friedlander ha firmato per dirigere e produrre l'episodio pilota. La produzione dell'episodio pilota è iniziata il 7 marzo 2018, con le riprese che si sono svolte a Los Angeles, Oxnard, Burbank e New York.
Il 10 maggio 2019, viene rinnovata per una seconda stagione. A maggio 2020 ABC ha rinnovato la serie per una terza stagione, la quale ha avuto la sua première il 3 gennaio 2021. Il 15 maggio 2021 ABC rinnova la serie per una quarta stagione. Il 30 marzo 2022 la serie è stata rinnovata anche per una quinta stagione. Successivamente ABC rinnova The Rookie per una sesta stagione il 17 aprile 2023, per una settima il 15 aprile 2024 e per un'ottava il 3 aprile 2025. 

## Spin-off
L'8 febbraio 2022, la ABC ha ordinato un episodio pilota per uno spin-off: una serie incentrata su una recluta cinquantenne dell'FBI con protagonista l'attrice Niecy Nash. L'episodio pilota è stato introdotto come backdoor pilot negli episodi 19 e 20 della quarta stagione di The Rookie. Del cast fanno parte anche Kat Foster, Felix Solis e Frankie Faison. La serie spin-off è stata ordinata il 13 maggio 2022 con il titolo The Rookie: Feds, subendo nel mentre delle modifiche creative, come l'eliminazione del personaggio interpretato da Kat Foster, l'agente speciale Casey Fox. Nel giugno dello stesso anno si sono uniti al cast gli attori Britt Robertson, Kevin Zegers e James Lesure.
The Rookie: Feds andò in onda dal 27 settembre 2022 al 2 maggio 2023. Il 9 novembre 2023 la serie fu cancellata dopo solo una stagione, a causa degli scioperi della WGA e della SAG-AFTRA.